# 內務府
内务府（穆麟德轉寫：dorgi baita be uheri kadalara yamun）為清朝的一个官署名稱，是总管皇室宫禁大小事务的机构。

## 歷史
内务府根源于满族早期社会的包衣阿哈制度。包衣是“家的”的满语音译；阿哈則為奴才、奴僕，即為家奴之意。八旗制度产生时，包衣作为八旗成员的一部分而被编入包衣牛录。随着满族社会的发展和清朝君主制的确立，皇属包衣牛录的职责和地位发生变化，向具有宫廷服务性质的机构内府转化，这就是内务府的雏形。
清入关后，由于清宫服务范围扩大和历代宦官制度所影响，内务府一度被宦官机构十三衙门取代。但是十三衙门不能适应清廷的政治需要。随着清朝鞏固全国统治，內務府重新取代十三衙门。
《钦定总管内务府现行则例》記载，“国初，设立内务府。顺治十一年（1654年）裁，置十三衙门。十八年裁十三衙门，仍置内务府。”。清朝中期，內務府由於實行嚴格的奏銷及監察制度，加之當朝皇帝勤儉而令系統運作良好，尤其是財政管理頗有成效。康熙帝曾贊譽：「明季宮中，一月用萬金有餘。今朕交內務府總管，凡一應所用之銀，一月止五六百兩；並合一應賞賜諸物，亦不過千金。」
光緒三十一年（1905年），受西方憲政思想熏陶的出洋考察大臣端方呈上《請定國是以安大計折》，其中重要的一條即「明宮府之體制」，認為維持皇室尊嚴的首要任務即「使宮府體制划然分明」，一是改革內務府官制，二是釐定皇室經費。光绪三十四年（1908年），清廷在民間輿論的推動下宣佈內務府改革將以「覈實經費以免官吏之浮冒，改定官制以除滿漢之界限」為宗旨，並且提出預備仿照大日本帝國宮內省制度改革內務府的議案；惟清廷一系列措施只是流於形式，並不能真正解決內務府的腐敗問題。宣統三年（1911年），度支部弹劾内务府大臣及司员于各处款项任意浮冒开销。

## 职责
清代内务府的职责是“奉天子之家事”，管理宫禁事务。其成员由内务府上三旗「镶黄旗、正黄旗、正白旗」的十五个包衣佐领、十八个旗鼓佐领、两个朝鲜佐领、一个回子佐领和三十个内管领的包衣人及太监组成，其机构组织兼容了清初内务府和十三衙门两种制度的内容和特点，并最终形成了以七司三院为主干兼辖其他四十余衙门的庞大的宫廷服务机构。清代内务府是清代国家机构中职官人数最多、机构组织最为庞大的衙门，對维护清朝统治和专制皇权十分重要。

## 机构设置
内务府衙门分内务府堂及所属七司、三院等五十多个部门，总称总管内务府衙门，其最高官员为总管内务府大臣，特任，无定额，乾隆十四年定正二品，總理内務府政令。

### 内务府堂
内务府及总管大臣的办公处所。下设月官处、督催所、销算房、翻译房、档案房及本房等办事机构。

### 宮殿監
清制，宫殿监官职全由宦官担任。太监品级，四品至八品凡五等，升迁降调，权由总管内务府大臣，并交吏部备案。

四品和五品太监俱称为“总管太监”，其中四品总管太监衔为“宫殿监督领侍”；五品总管太监衔为“宫殿监正侍”。副总管太监为六品，其衔曰“宫殿监副侍”；副总管之下为首领太监，其衔有二：七品“执守侍”，八品“侍监”；副首领太监，由八品侍监充任。

林爽文事件，1788年2月10日，福康安令人說服當地居民於老衢崎頂（今苗栗縣的崎頂一帶）生擒林爽文。之後林爽文及諸要犯皆按律例凌遲處死梟首示眾，原籍祖墳盡被刨挖，家眷連坐，女性發配邊疆為奴，十五歲以下男童被押至北京交內務府閹割充當太監。

敬事房。为宫殿监最核心部门，专司遵奉谕旨，承应宫内事务与其礼节，收核外库钱粮，甄别调补内监，并巡察各门启闭、火烛关防。設四品總管太監一員，宫殿监督领侍銜，俗稱敬事房總管，为宦官中品級最高者（隨皇帝、太后喜好賞戴二品至四品頂戴、花翎，慈禧太后曾賞李蓮英宮內戴正二品頂戴。非總管內務府大臣，部分影视誤称其“内务府总管”。） ，五品宫殿监正侍二人，六品宫殿监副侍总管六人。执守侍、首领、侍监、笔帖式各二人，专司掌案办事，承行内府文移，并司巡防坐更。

敬事房以外其它宫殿监部门：

乾清宫。首领四人，执守侍、侍监各二人。专司供奉实录、圣训，江山社稷殿香烛，收贮赏用器物，并司陈设氾埽，御前坐更。后省二人。正首领，执守侍充。副首领，侍监充。

乾清门。侍监首领二人。专司御门听政，宝座黼扆，晨昏启闭，稽察臣工出入，登载南书房翰林入直、侍卫番宿。

昭仁殿，兼龙光门。弘德殿。兼凤彩门。侍监首领各二人。专司陈设氾埽，御前坐更。故事内廷重坐更，御前更尤重。更头、更二惟首领及执事内监方充是差。以下同。

端凝殿。兼自鸣钟执守侍首领一人。专司近御随侍赏用银两，并验钟鸣时刻。懋勤殿。兼本房首领二人，执守侍、侍监各一人。专司承直御笔，收掌文房书籍，并登载内起居注。

四执事。执守侍首领一人。专司上用冠袍带履，随侍执伞执炉，承应上用武备，收贮备赏衣服。后增置首领一人，以侍监充之。

四执事库。侍监首领一人。专司上用冠袍带履，铺设寝宫帷幔。

奏事处。初制隶四执事。后置侍监首领一人，专司传宣纶綍，引带召对人员，承接题奏事件。乾隆三十九年，太监高云从泄漏朱批记载，自后惟军机奏事由此进呈。各部院奏折及内府奏家事，并由奏事处官转上。

日精门。兼上书房侍监首领一人。专司启闭关防，及至圣先师位前香烛。

月华门。兼南书房侍监首领一人。专司启闭关防，承应内廷翰林出入。

尚乘轿。侍监首领二人。专司承应请轿随侍。

御药局。兼太妃、太嫔以次各位下药房，侍监首领二人。专司带领御医各宫请脉，及煎制药饵。

交泰殿。侍监首领二人。专司尊藏御宝，收贮勋臣黄册，并验钟鸣时刻。

坤宁宫。兼坤宁门侍监首领二人。专司祭神香烛，启闭关防，后改置执守侍首领、侍监副首领各一人。

东暖殿。兼永祥门。西暖殿。兼增瑞门。执守侍首领、侍监副首领俱各一人。专司陈设氾埽，关防坐更。后省副首领各一人，首领改侍监为之。

景和门，隆福门，基化门，端则门。侍监首领各二人。后基化、端则二门各省一人。内左门，内右门。侍监首领俱各二人。内右门兼稽膳房众太监出入，每晚具单报无事送敬事房。

景仁，兼近光左门及御书房收贮书画。御书房初置侍监首领一人，后始改隶。永寿，兼近光右门。

承乾，翊坤，锺粹，储秀，延禧，启祥，永和，长春，景阳，兼大宝殿。景阳初置侍监首领一人。后省，始来隶。

咸福十二宫。侍监首领俱各二人。专司承应传取，馀同各处。

养心殿，重华宫，建福宫。首领四人。执守侍、侍监各二人。专司收贮赏用物品。后省执守侍首领一人。

养心殿内，兼吉祥门宫殿监副侍副总管一人。执守侍首领、侍监副首领各二人。专司近御随侍，收掌内库钱粮及古玩书画。

古董房，侍监首领一人。专司收贮古玩器皿。

御茶房，执守侍首领三人。侍监副首领四人。专司上用茗饮果品，及各处供献，节令宴席。后省总管一人。

御膳房，执守侍总管三人。侍监首领十人。专司上用膳羞，各宫馔品，及各处供献，节令宴席。后省总管一人、首领二人。

鸟枪处，执守侍首领一人。专司随侍上用鸟枪。弓箭处、按摩处隶之。后改为侍监。

南果房。侍监首领一人。专司收贮干鲜果品。

毓庆宫，侍监首领二人。嘉庆元年，青宫临御始置。

苍震门，遵义门。侍监首领、副首领各二人。专司启闭关防。苍震门首领兼稽祭神房众人出入。后省首领，增副首领一人。

斋宫。侍监首领一人。

御花园。侍监首领、副首领各二人。专司园内斗坛四神祠香烛，培灌花木，饲养仙鹤池鱼。后改置执守侍首领、侍监副首领各一人。

祭神房。侍监首领二人。无品级副首领一人。专司祭神省牲。后省首领一人。

中正殿，英华殿。无品级首领各一人。专司香烛。

钦安殿。兼城隍庙侍监首领三人。专司唪诵经忏，焚修香火。后省二人。

寿皇殿。兼永思殿侍监首领一人。专司御容前香烛。后增置无品级副首领一人。

雍和宫。执守侍首领、侍监副首领各一人。后俱省，改置无品级首领一人。

兆祥所。兼遇喜处无品级首领一人。

打扫处。侍监首领一人。专司运水添缸，并承应杂务。后省柴炭、烧坑二处侍监各二人隶之。

熟火处。侍监首领三人。专司各处安设熟火，抬运柴炭，并承应杂务。

造办处。侍监首领一人。专司带领外匠制造物件。

做钟处。侍监首领一人。所司同造办处。

北小花园。无品级首领一人。专司培灌花木。

皇太后宫。执守侍副总管二人。侍监首领五人。茶房、膳房、药房首领各一人。后省宫首领一人，增置茶、膳、药三房首领一人。

太妃，太嫔，侍监首领各一人。膳房执守侍首领一人。侍监首领二人。太妃以次位下膳房。统设执守侍首领一人，侍监首领二人。

慈宁宫佛堂。无品级首领十人，内充喇嘛者二人。后改为首领五人，充喇嘛者三人。副首领二人。

寿康宫。无品级首领四人。后改置执守侍首领、侍监副首领各二人。

皇子，侍监首领一人。

公主，皇孙，皇曾孙。无品级首领各一人。

瀛台。兼武成殿侍监首领、无品级副首领各一人。后增副首领一人。

画舫斋。兼蚕坛侍监首领一人，无品级副首领二人。初未置，后增。

永安寺。兼承先殿侍监首领、无品级副首领各一人。后增置副首领一人。

景山。执守侍总管一人，侍监首领二人。委署首领无品级，无恒额。

南府。执守侍总管一人，侍监首领四人。委署首领与景山同。

圆明园。兼长春园静寄山庄宫殿监副侍总管一人，执守侍总管二人，执守侍首领十人，无品级首领四十有二人。后增置执守侍总管一人，首领四人，无品级首领九人，内恩赏侍监首领二人。

### 七司
- 广储司，职若外朝户部，掌本司所属六库仓储用度事务，并验收其余诸司所属庄园钱粮地租及其余贡物，下设六库、七作、二房。
  - 六库：银库、皮库、瓷库、缎库、衣库、茶库
  - 七作：银作、铜作、染作、衣作、绣作、花作、皮作
  - 二房：帽房、针线房
- 都虞司，职若外朝兵部，掌内务府属武官兵丁考选任用事宜，并掌渔猎采捕等事，下设东档房、西档房等办事机构。
- 掌仪司，职若外朝礼部，掌内廷祭祀礼仪，并掌国内宗教事务，下设果房、神房、中和乐处、僧录司、道录司、东档房、西档房、本房等办事机构
- 会计司，职若外朝户部、吏部，管理内府帑项出纳，財務收支及所属庄园田亩之事，并掌内廷女官、宦官选用给养事宜。
- 营造司，职若外朝工部，掌宫廷营造修缮事务，下设七库、三作。
  - 七库：木库、铁库、房库、器库、薪库、炭库、圆明园薪炭库
  - 三作：铁作、漆作、花炮作
- 庆丰司，掌内廷及上三旗所属牛羊畜牧事务。
- 慎刑司，职若外朝刑部，掌审拟上三旗刑狱。

### 三院
- 上驷院，掌御用马匹。
- 武备院，掌内廷禁旅所用仪仗武器，下设北鞍库、南鞍库、甲库、毡库。
- 奉宸苑，掌园囿离宫及天下驻跸行宫。

### 内务府属其他机构
- 三织造处：江宁织造、苏州织造、杭州织造
- 织染局
- 绮华馆
- 打牲乌拉处

### 内三旗参领处及包衣各营
- 内务府三旗
- 内三旗参领处
- 内三旗包衣营

### 其它
- 养鹰鹞处及内外养狗处
- 御茶膳房
- 雍和宫
- 中正殿
- 升平署
- 陵寝官：盛京陵寝事务总管大臣、东陵总管大臣、西陵总管大臣
- 内三旗银两庄头处
- 内管领处「掌关防处」：下设内饽饽房、外饽饽房、酒醋房、菜库、器皿库、车库、管理苏拉车辆处
- 官三仓
- 恩丰仓
- 官房租库
- 总理工程处
- 张家口外群牧处
- 牺牲所
- 管辖番役处
- 御鸟枪处和内火药库
- 圆明园
- 畅春园
- 清漪园
- 静明园
- 静宜园
- 御船处
- 热河行宫
- 汤泉行宫
- 盘山行宫
- 黄新庄行宫
- 三大殿：太和殿、中和殿、保和殿
- 宁寿宫
- 管理慈宁宫、寿康宫处，慈宁宫花园处
- 御药房
- 文渊阁
- 武英殿修书处
- 御书处
- 养心殿造办处
- 咸安宫官学
- 蒙古官学
- 景山官学
- 长房官学
- 办理回人事务佐领处及回缅官学
- 回子官学
- 敬事房：康熙皇帝在位时规定由内务府总管宫廷事务，并设立敬事房作为懲處太监的机构，使宦官不敢造次。清代始創。[7]

## 内务府皇商
皇商，为清代独有，因隶籍于内务府，专为皇帝及其家族服务并代表皇室营商而得名。始创于顺治初年，清朝建立后，顺治皇帝在紫禁城宴请八家为清廷入关提供军备物资支持建下功勋的晋商家族，封赏官职爵位，并封之为“皇商”，正式召之入籍内务府，代表皇室与清廷官方经营国营商业，管理皇室在各省资产，并主持对外贸易事务。皇商享有王朝赋予的种种政治和经济特权，在清朝皇室的支持下垄断诸如铜铁、皮草、丝绸、盐业、人参、茶马等等重要产业，并为清政府生产和运送军需用品。与以往商人富而不贵的特点不同，清代的皇商颇具政治地位，不但把持国营资本，往往还兼任官职，并参与科举，谋取功名，在政治和经济层面都有着重要影响力，与清朝皇帝、王公贵族、部院大臣、地方官员有着千丝万缕的联系。清代著名的皇商有康熙九皇子胤禟、和珅、范毓馪、江春、曹寅、李煦等人。中国古典名著《红楼梦》作者曹雪芹的祖父曹寅即任此职，曹寅长期担任为皇室供应御用丝织品的江宁织造主事，并在康熙皇帝支持下领取内务府帑银承办过运铜贸易。

## 经费来源
- 部库的皇室经费：

清朝规定，每年户部都要撥銀六十萬兩以上给与内库作为皇室的开支费用，道光十年起，户部指撥粵海關之三十萬兩，光绪十九年上谕令户部按年另筹五十萬兩,合计每年共一百四十萬兩。 ,这是常例拨款；另外，根据皇帝和宫中事务，如帝后私用的交進銀、修缮陵寝園林行宮、皇帝大婚、帝后万寿圣节等，亦可获得户部等巨額专款，如同治大婚各機關就撥近千萬兩與清皇室，慈禧六旬万寿庆典亦花費約五百三十萬兩。
- 来自盐业的收入：

皇帝通过内务府亲信包衣出任本属户部官差的盐政官，通过各种渠道剥削盐商，索取财物，以充实内库。
- 来自榷关的收入：

与盐政官无二，榷关官差同样为内务府包衣所垄断，使国家税收源源不断进入皇家内库。
- 贡品：

包括各省土贡、外藩贡品以及采办贡品与官员的献纳。
- 其它：

包括没收、罚赎、捐官等收入。
- 商业活动：

如人参售卖、皇室消费不完的物品如珠玉等的变卖以及恩赏、借贷营运“生息银两”。
- 議罪銀：

議罪銀與大清律例中的贖刑「納贖、收贖、贖罪」不同。

## 经费支出
1. 帝日常膳食和服御物品的消耗；
2. 赏赐；
3. 节日庆典如皇太、皇帝万寿、皇帝大婚等；
4. 修缮宫殿、苑囿、陵寝以及祭祀；
5. 出巡；
6. 衙门办公费和官员差役人员的薪资。

### 引用
1. ↑  《滿和辭典》aha，奴僕、召使ひ，頁7
2. ↑  清宫述闻：正续编合编本，紫禁城出版社，1990年，第347-348页
3. ↑  QIANG Guang-mei.System Lacking and National Interests versus Royal Interests---On the Corruption of Imperial Household Department in the Late Qing Dynasty 2016年 北京社会科学.第6期.P96-103
4. ↑  林育德. . 啟動文化. 2014-06-05  [2020-12-28]. ISBN 9789869055543. （原始内容存档于2021-02-23）.
5. ↑  莊吉發.  (PDF). 《人文及社會科學集刊》. 1992年, 第5卷 (第1期)  [2020-07-23]. （原始内容存档 (PDF)于2021-02-23）.
6. ↑  《清史稿》，卷118，职官五，内务府
7. ↑  《阉宦兴衰》、《中国古代宦官传》
8. ↑  . xuewen.cnki.net.   [2019-10-31]. （原始内容存档于2020-09-19）.
9. ↑  . 商业评论网.   [2019-10-31]. （原始内容存档于2020-09-27）.
10. ↑  . xuewen.cnki.net.   [2019-10-31]. （原始内容存档于2020-09-19）.
11. 1 2  . （原始内容存档于2020-09-18）.
12. ↑  . （原始内容存档于2020-09-19）.
13. ↑  昭槤《嘯亭雜錄》卷八 ,
14. ↑  祁美琴 :《清代内务府》, P128 - 129。
15. ↑  徐珂《清稗类钞》戶部歲奉孝欽后十八萬，德宗二十萬，名曰「交進銀」。德宗之二十萬，二月初繳。孝欽后之十八萬，則每節交五萬，年終交八萬。
16. ↑  录副档：同治十一年四月二十五日户部折，案卷号4932。
17. ↑  周育民 : 《晚清财政与社会变迁》, P319 。
18. ↑  《南开学报》1984 年第 3 期，何本方 : 《清代户部诸关初探》。
19. ↑  賴惠敏.  (pdf). 集刊第28期 (中央研究院近代史研究所). 1997-12-01: 133–176頁  [2016-04-03]. （原始内容存档 (PDF)于2020-08-01）.028 （页面存档备份，存于）、pdf （页面存档备份，存于）

## 外部連結
- . 中央研究院歷史語言研究所. 2008-09-23  [2016-04-03]. （原始内容存档于2020-11-10）.
- . 中央研究院歷史語言研究所. 2008-09-23  [2016-04-03]. （原始内容存档于2020-11-10）.